# Metrioppia tricuspidata
Metrioppia tricuspidata är en kvalsterart som beskrevs av Aoki och Wen 1983. Metrioppia tricuspidata ingår i släktet Metrioppia och familjen Metrioppiidae. Inga underarter finns listade i Catalogue of Life.